# Chainaz-les-Frasses
Chainaz-les-Frasses è un comune francese di 614 abitanti situato nel dipartimento dell'Alta Savoia della regione dell'Alvernia-Rodano-Alpi.

## Società

### Evoluzione demografica
Abitanti censiti